# Ría de Bilbao
La ría de Bilbao (también conocida como ría del Nervión o del Ibaizábal, en euskera Bilboko itsasadarra) es la desembocadura que forma el sistema de los ríos Nervión e Ibaizábal, así como sus últimos afluentes, en su llegada al mar Cantábrico, en el golfo de Vizcaya. Atraviesa Bilbao, divididiendo la ciudad en dos: a la derecha, Deusto, Uribarri, Begoña y  Otxarkoaga-Txurdinaga, y a la izquierda, Basurto-Zorroza, Rekalde, Abando e Ibaiondo.
Pasando la jurisdicción de Bilbao, se prolonga 23 kilómetros hasta su desembocadura en el mar, entre los municipios de Santurce, Guecho y Ciérvana.

## Hidrología
Las aguas del Nervión-Ibaizábal forman una ría al llegar al nivel del mar, en Bilbao, hasta la altura del barrio bilbaíno de La Peña.
Los afluentes que reciben a partir de este punto también adoptan la forma de pequeñas rías al desembocar. Son:
- Arroyo de Bolintxu.
- Arroyo Helguera
- río Cadagua, que recibe los subafluentes:
  - pantano y río Ordunte.
  - río Herrerías.
  - río Llanteno-Ibalzibar.
  - río Arceniega.
  - río Artxola.
  - arroyo Otxaran.
  - arroyo Ganekogorta.
  - arroyo Nocedal.
  - arroyo Azordoyaga.
- Río Asúa, que recibe los subafluentes:
  - arroyo de Derio.
  - arroyo de Lujua.
- río Galindo, que recibe los subafluentes:
  - río Castaños.
  - arroyo Ballonti.
- río Gobelas, que recibe los subafluentes:
  - Eguzkitza.
  - Udondo.

## Historia

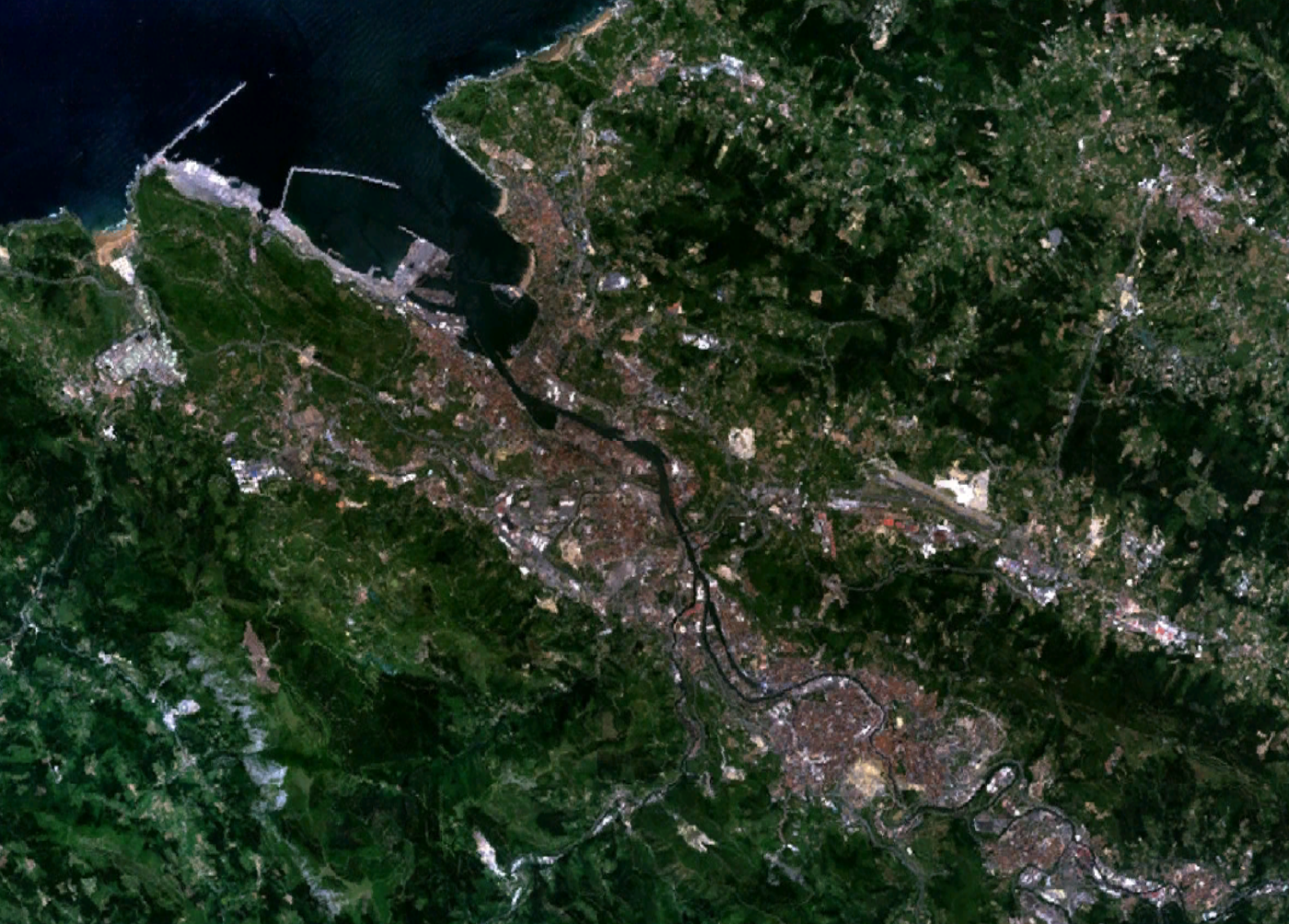
Vista satelital de la ría.

La historia de la ahora capital vizcaína y la ría se encuentran fuertemente ligadas: Bilbao nació donde la ría comenzaba a ser navegable y existía un puente que la cruzaba. Los primeros indicios de población se registraron en el año 1075, con un grupo de pescadores que se reunían en torno a la pequeña iglesia en el territorio de Santurce. Desde ese momento, comenzó un desarrollo vertiginoso de actividades comerciales marítimas a lo largo de la Edad Media, incluida la fundación de la villa de Bilbao en 1300 y la de Portugalete en 1322. En los siglos siguientes, el puerto se consolidó como el más importante centro comercial del Señorío de Vizcaya, dirigiendo sus actividades primero con el resto del continente europeo, y más tarde con las colonias americanas.

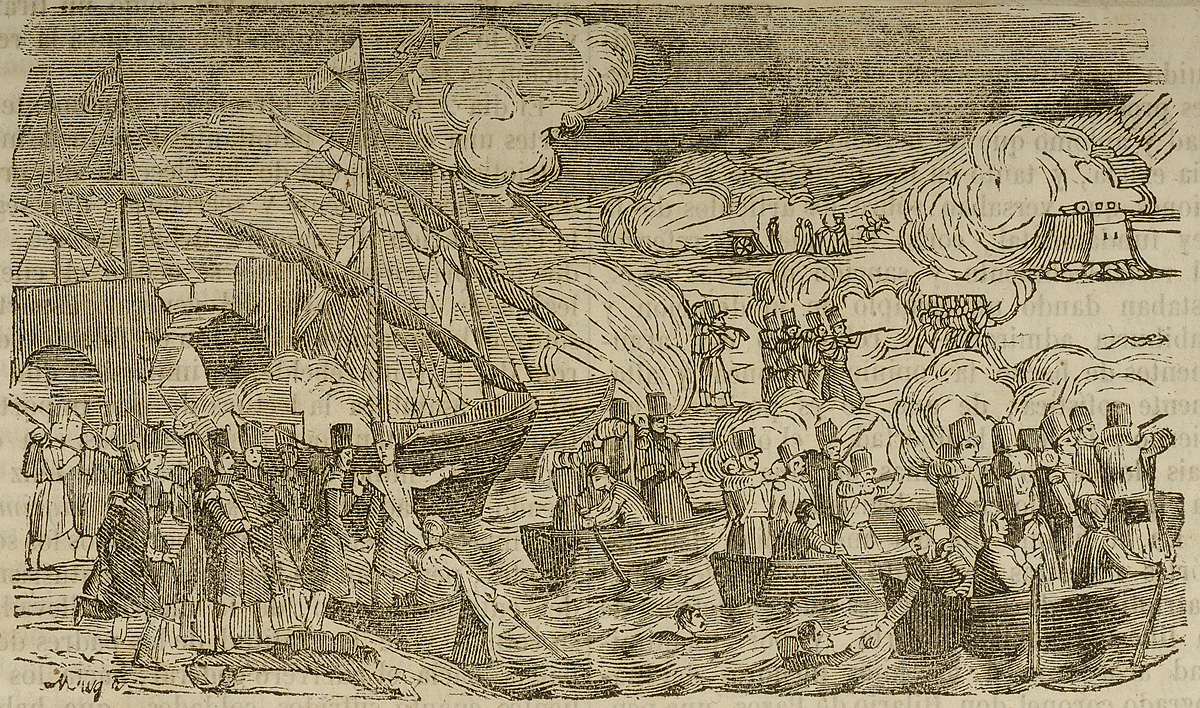
Batalla de Luchana durante la primera guerra carlista, entre los municipios de Baracaldo y Erandio.

En el siglo XIX Bilbao se vio completamente saturada de pobladores y sin superficie hacia donde expandirse. Se decidió entonces iniciar el Ensanche de la villa sobre la orilla izquierda de la ría, añadiendo al municipio la vecina anteiglesia de Abando. Esto fue una realidad en 1872, bajo la supervisión del arquitecto Severino Achúcarro y los ingenieros Pablo de Alzola y Ernesto de Hoffmeyer. El desarrollo de la industria minera en los cercanos montes de Miribilla y de Triano favoreció la industria metalúrgica que se instaló en la ría, lo que significó un poderoso enriquecimiento para la región.
Hasta mediados del siglo XX, los desechos, tanto industriales como urbanos, eran arrojados indiscriminadamente a las aguas contaminándolas. Desde los años 80 se vienen implementando proyectos de renovación y saneamiento que, además de purificar las aguas, embellecen sus márgenes. El plan de saneamiento ha conseguido que la tasa de oxigenación se sitúe hoy en torno al 60 %.
La ría se ha convertido en el eje del desarrollo urbanístico y turístico de la ciudad. La reordenación de las zonas abandonadas tras la reconversión industrial, la construcción en sus orillas de buena parte de los nuevos edificios emblemáticos de la villa y la urbanización y creación de paseos en sus márgenes así lo atestiguan (ver Las márgenes).
En junio de 2006 se declaró oficialmente que el 22 de junio sea conmemorado, con carácter local y anual, como el "Itsasadar Eguna, Día de la Ría".

## Las márgenes

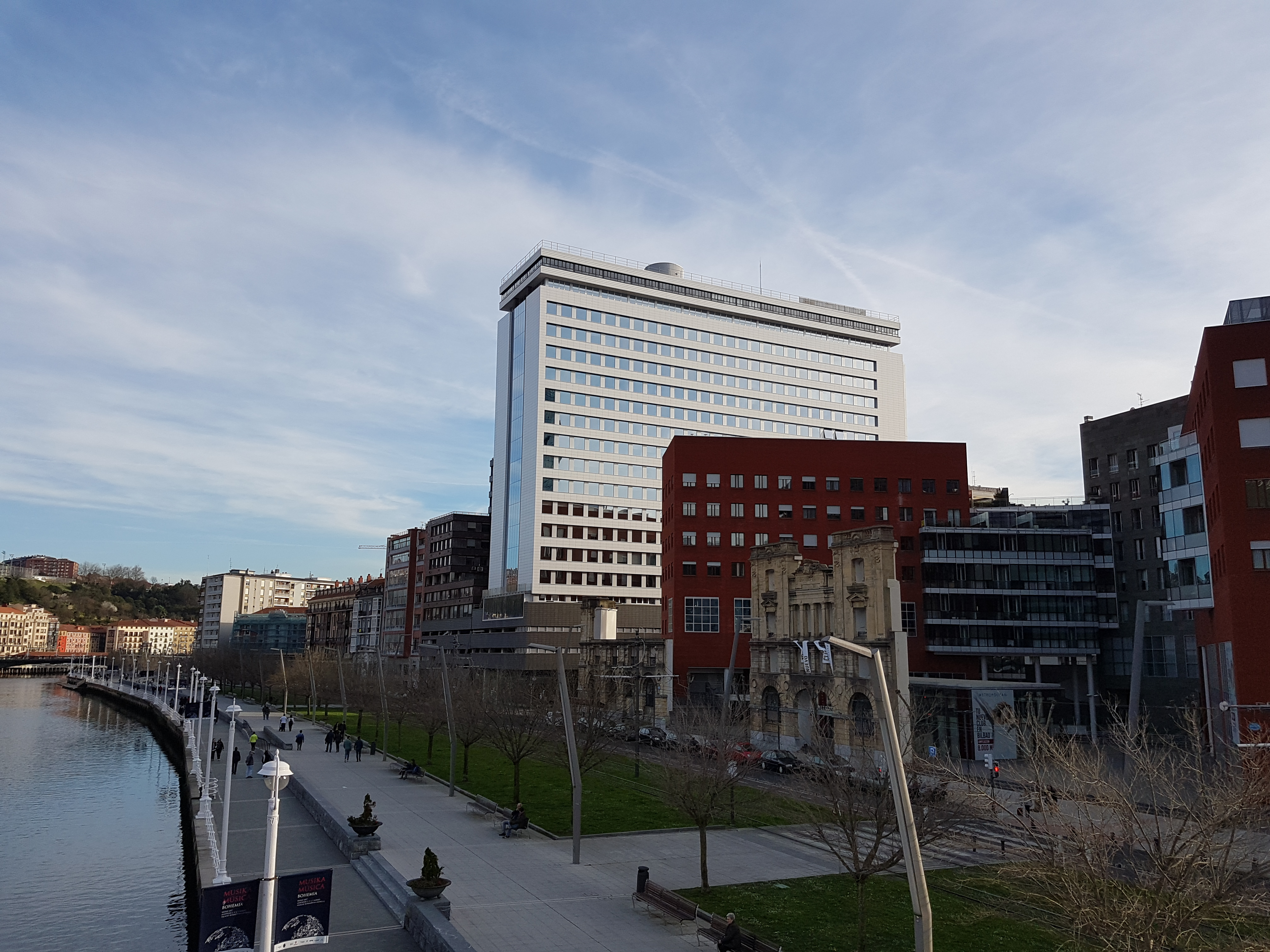
Paseo de Uribitarte (Bilbao).

Antaño las márgenes izquierda y derecha del curso inferior de la ría, a las afueras de Bilbao, eran opuestas en cuanto a sus características sociales: la derecha era residencial y la izquierda, industrial y obrera. En Bilbao, la diferencia reside en que mientras la margen derecha conserva su valor histórico, la izquierda, completamente renovada, se ha convertido en el centro económico de la ciudad, con su epicentro en la  Gran Vía de Don Diego López de Haro y la Plaza Moyúa. Ambas orillas han experimentado un desarrollo urbano impresionante, con interesantes lugares destinados al disfrute de locales y visitantes.

### Margen derecha

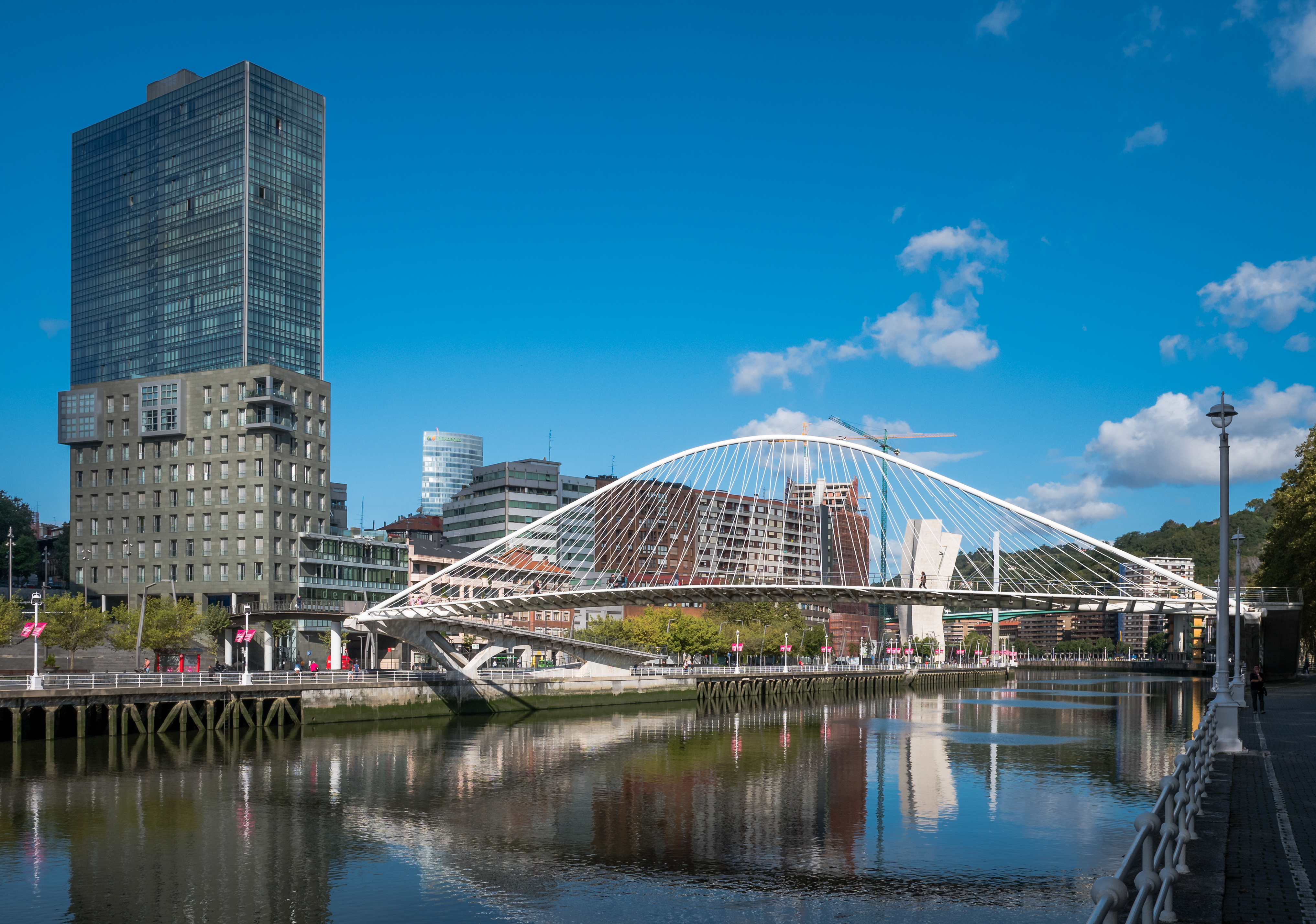
Zubizuri.

En el término de Bilbao se pueden observar la torre de la Catedral de Santiago y la iglesia de San Antón se erige a metros de las aguas. Más adelante se encuentra el Mercado de la Ribera, el Teatro Arriaga, el Ayuntamiento y el paseo del Campo de Volantín. El edificio de la Universidad de Deusto se levanta sobre la Avenida de las Universidades. 
Más abajo aparecen los municipios de Erandio y Lejona, que a lo largo de los siglos XIX y XX fueron perdiendo parte de su suelo rural para alojar industrias y viviendas de obreros. 
En Guecho, el barrio de Romo tuvo un similar carácter obrero, mientras que en los de Neguri y Las Arenas se pueden apreciar algunas fastuosas mansiones de la burguesía vasca.

### Margen izquierda
En la orilla izquierda, dentro del término de Bilbao se encuentran Abando, Indauchu y Zorroza.
La estación de Santander, los paseos de Uribitarte y Abandoibarra son recorridos por su ecológico tranvía eléctrico y llegan al inconfundible Museo Guggenheim Bilbao, símbolo de la nueva era que atraviesa la ciudad. Más adelante, el complejo centro comercial Zubiarte ofrece compras, gastronomía y salas de cine. El Palacio Euskalduna después, y más tarde lujosos hoteles como el hotel Meliá de Bilbao y parques. Por último, el Itsasmuseum Bilbao ofrece exposiciones referentes al pasado ligado al mar de la villa.
Más al norte se encuentran los municipios de Baracaldo, Sestao y Portugalete y, en la desembocadura, Santurce y Ciérvana.

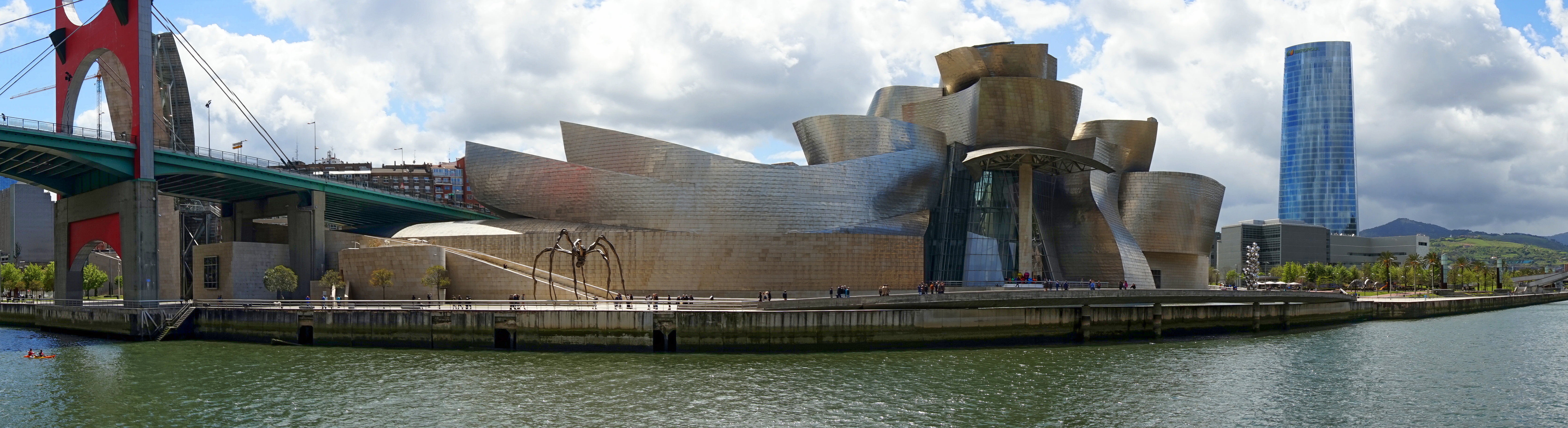
Vista panorámica del Museo Guggenheim, con el puente de La Salve a la izquierda y la torre Iberdrola a la derecha.

## Inundaciones

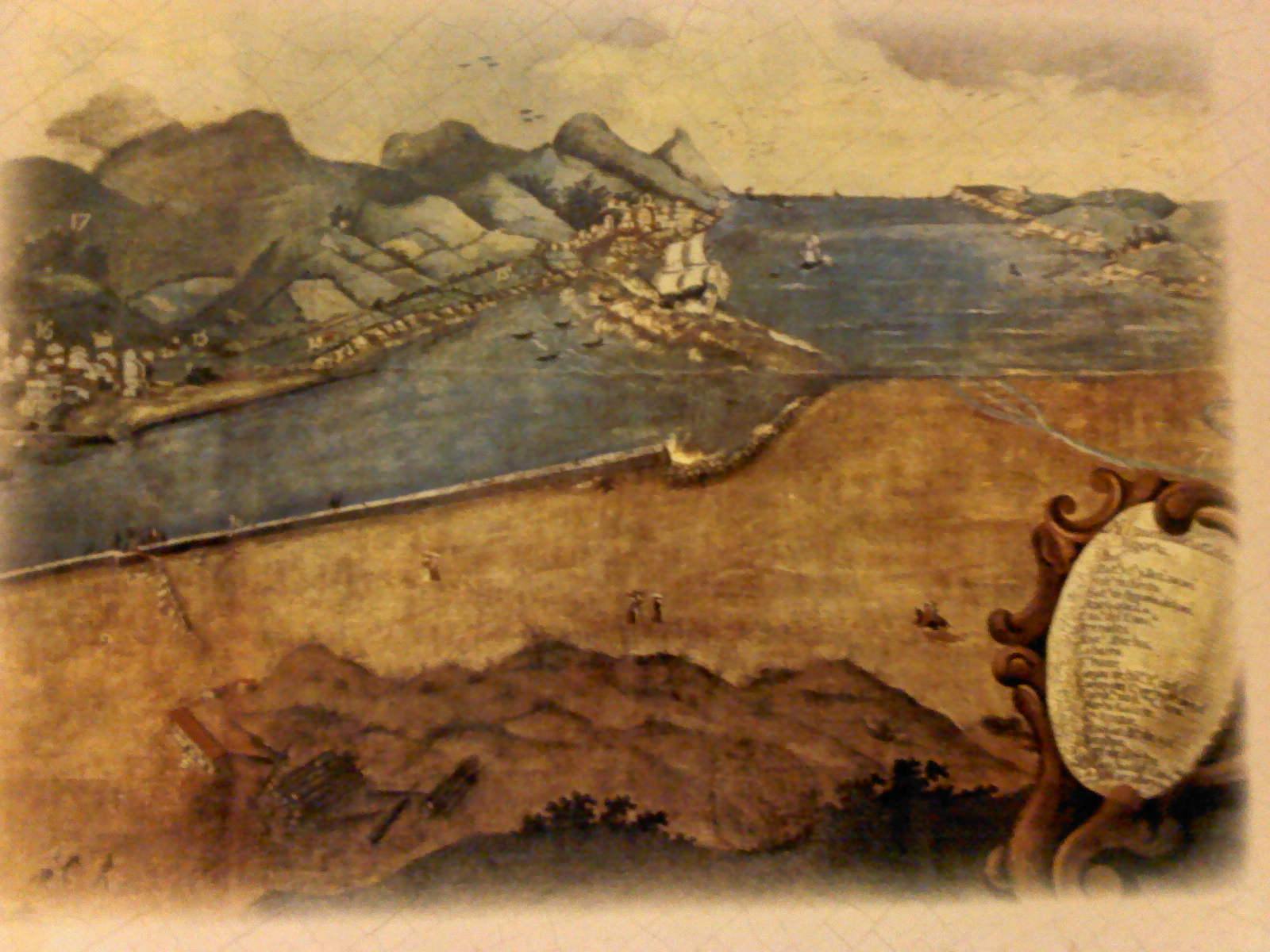
Cuadro que muestra la barra de arena de El Abra

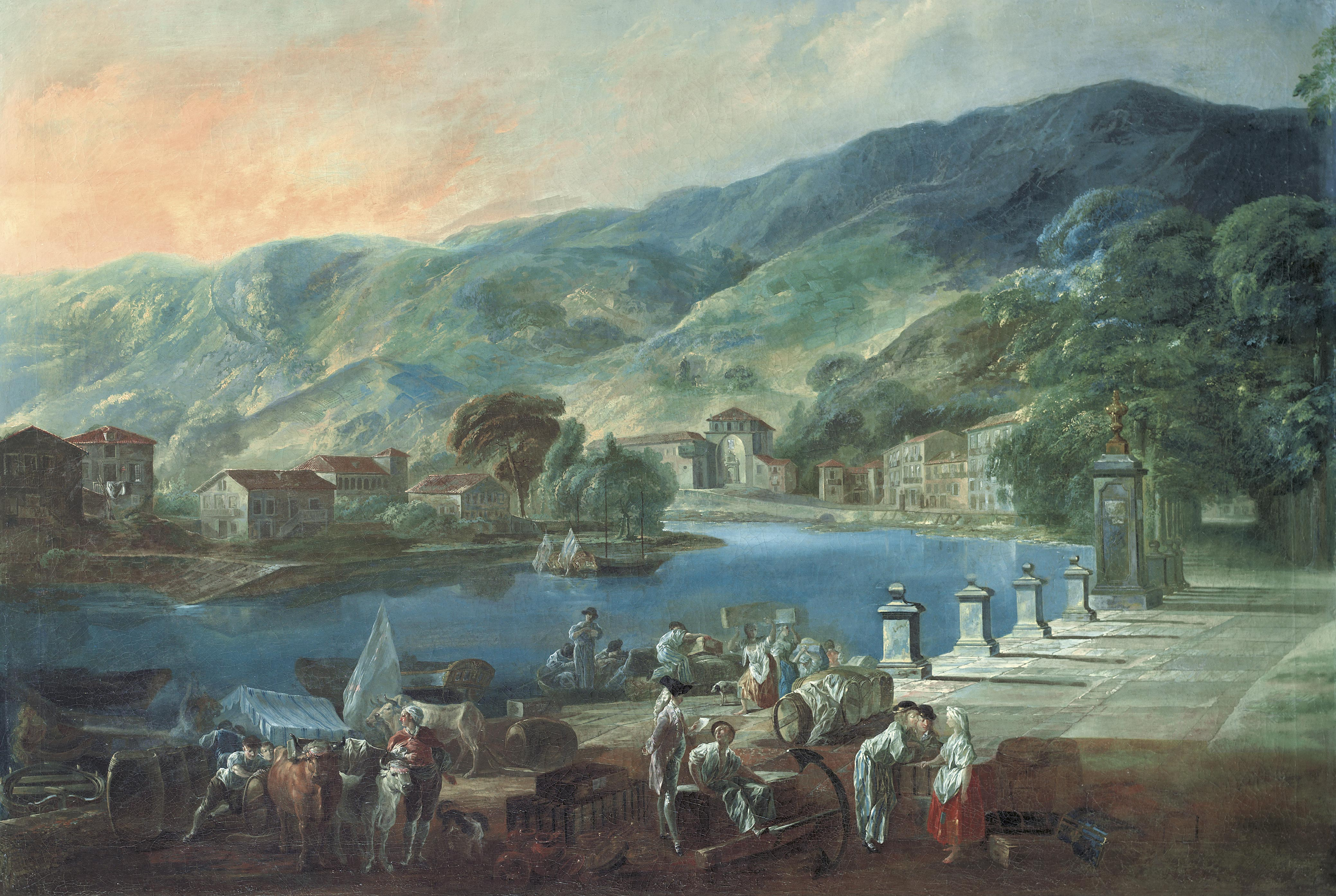
Luis Paret, Arenal de Bilbao, 1784.

La situación de la villa de Bilbao en un meandro del río encajado entre montañas la convirtió en vulnerable a las numerosas crecidas que ha tenido en su historia, sufriendo varias inundaciones.
La última de gravedad ocurrió en agosto de 1983: el Nervión, al igual que otros ríos de la cornisa Cantábrica, sufrió graves crecidas después de fuertes tormentas, con precipitaciones de más de 500 mm en buena parte de la cuenca. El 26 de agosto la ría se desbordó en plena Semana Grande de Bilbao. El agua alcanzó los tres metros en algunos puntos de Basauri y hasta cinco en Bilbao. Más de un centenar de municipios se declararon zona catastrófica en el País Vasco, Cantabria, Navarra y Burgos; 32 personas perdieron la vida en Vizcaya; y cinco personas desaparecidas. Se calcula que las pérdidas ascendieron 200 000 millones de pesetas (unos 1200 millones de euros) de los que casi la tercera parte se contabilizaron en Bilbao (inicialmente, se estimaron las pérdidas en casi tres veces más).